# Xã Concord, Quận Elkhart, Indiana
Xã Concord (tiếng Anh: Concord Township) là một xã thuộc quận Elkhart, tiểu bang Indiana, Hoa Kỳ. Năm 2010, dân số của xã này là 54.167 người.